# Kane Hames
Kane Seth Hames (Wellington, 28 agosto 1988) è un rugbista a 15 neozelandese, pilone della provincia di Tasman in Mitre 10 Cup.

## Biografia
Nativo della capitale neozelandese Wellington, Kane Hames è di origine maori ed è affiliato al clan Ngāti Kahungunu. Ha frequentato il Te Aute College, una scuola māori della regione di Hawke's Bay dove ha iniziato a giocare a rugby. Ha esordito nel National Provincial Championship con la squadra provinciale di Bay of Plenty nel 2013 e dopo due stagioni si è trasferito nei Tasman Makos.
Nel 2014 ha esordito in Super Rugby quando è stato ingaggiato dalla franchigia professionistica degli Highlanders. Pur colpito da un grave infortunio che non gli ha permesso di giocare con continuità, Hames si è aggiudicato il Super Rugby 2015 con la squadra di Dunedin.
Per la stagione successiva gli Highlanders non gli hanno rinnovato il contratto e Hames si è trovato infortunato e senza squadra. Dopo aver valutato la possibilità di trasferirsi in Francia, dove aveva avuto alcune proposte, nel corso della stagione 2016 è stato ingaggiato dai Chiefs in cerca di un pilone. Le buone prestazioni con la squadra di Hamilton gli hanno valso la chiamata negli All Blacks. Ha esordito il 20 agosto 2016 a Sydney entrando dalla panchina nella vittoriosa sfida valida per il Rugby Championship contro l'Australia.

## Palmarès
- Super Rugby: 1
Highlanders: 2015
- Rugby Championship: 1
Nuova Zelanda: 2016